# Perras callejeras
Perras callejeras es una película española estrenada en 1985 y dirigida por José Antonio de la Loma, quien, en el marco del género cinematográfico denominado cine quinqui, intentó crear la variante femenina de la cinta Perros callejeros, también filmada por él mismo en 1977.

## Sinopsis
Crista, Berta y Sole son tres jóvenes que se sienten explotadas y discriminadas por la sociedad. Crista (Teresa Giménez) tiene que soportar a un padrastro borracho e inútil que la obliga a robar. Berta (Sonia Martínez) sale de la cárcel tras cumplir condena por un crimen que no cometió, y es abordada por un proxeneta que la quiere meter en la prostitución. Sole (Susana Sentís) está enferma y enganchada en la droga, y necesita más y más dinero. Y por ello, armadas con navajas, las tres mujeres empiezan a asaltar en calles oscuras a los viandantes, pero el botín es escaso, por lo que deciden emprender algo un poco más importante.

## Reparto
| Actor             | Personaje           |
| ----------------- | ------------------- |
| Sonia Martínez    | Berta               |
| Teresa Giménez    | Crista              |
| Susana Sentís     | Sole                |
| José María Blanco | Novio de Sole       |
| Gabriel Renom     | Carlos              |
| Martín Garrido    | Miguel              |
| Joan Borràs       | Don Epi             |
| Alfred Lucchetti  | Comisario           |
| Tony Isbert       | Manolo              |
| Víctor Israel     | Padrastro de Crista |

## Producción
La actriz Teresa Giménez participó en dos películas más del cine quinqui dirigidas por José Antonio de la Loma. En Perros callejeros II (1979) era la novia de Ángel Fernández Franco, alias El Torete. En Yo, «el Vaquilla» (1985) era la madre de El Vaquilla de niño, interpretado por Raúl García Losada.